# علی ذبیحی
علی ذبیحی سیاست‌مدار اصولگرا و استاد دانشگاه است.
وی در ۱۲ اسفند ۱۳۸۷ پس از حرف و حدیث‌های مکرر دربارهٔ سازمان تأمین اجتماعی و به دنبال چالش‌های آن بر سر روزنامه خورشید به جای حسینعلی ضیایی مدیرعامل این سازمان شد. وی در اولین اقدام پس از انتخاب به عنوان ریاست این سازمان دولتی دستور توقف چاپ روزنامه خورشید و توقف مؤسسه فرهنگی هنری آهنگ آتیه را صادر کرد و دلیل آن را نامیدن سال ۱۳۸۸ به نام سال اصلاح الگوی مصرف توسط سید علی خامنه‌ای رهبر انقلاب عنوان کرد.

## سوابق دانشگاهی
وی دارای مدرک دکترای مهندسی مکانیک کاربردی است
علی ذبیحی عضو هیئت علمی دانشکده انرژی دانشگاه صنعت آب و برق می‌باشد. وی جزو اولین گروه اساتید مدیریت و بهینه سازی مصرف انرژی در ایران است. وی و همکاران‌اش دوره‌های متعدد تخصصی مدیریت انرژی، برنامه‌ریزی انرژی را راه اندازی کردند که در نهایت منجر به ایجاد رسمی رشته دانشگاهی مدیریت انرژی در مقطع کارشناسی ارشد در سال ۱۳۸۰ شد.

### سایر سوابق علمی
- بنیان‌گذار انجمن علمی نگهداری و تعمیرات (نت ایران)[۶]

## سوابق
- عضو شورای مرکزی جمعیت ایثارگران انقلاب اسلامی[۳]
- عضو شورای مرکزی جامعه اسلامی مهندسین[۳]
- مسئول امور استان‌های ستادهای مردمی محمود احمدی نژاد در انتخابات نهم ریاست جمهوری[۳]
- مشاور رئیس‌جمهور در امور منابع انسانی [۷]
- رئیس سازمان تامین اجتماعی[۷]

## یادکرد
1. ↑  «مشاوران رئیس‌جمهور در امور هنری و امور نیروی انسانی منصوب شدند». خبرگزاری فارس. ۱۱ آبان ۱۳۸۴.
2. ↑  «انجماد اصولگرایان». نوگرا. بایگانی‌شده از اصلی در ۱۱ اکتبر ۲۰۰۷. دریافت‌شده در ۲۲-۱-۱۳۸۸. تاریخ وارد شده در |تاریخ بازدید= را بررسی کنید (کمک)
3. 1 2 3 4  «تغییرات سیاسی در راس سازمان تامین اجتماعی». خبر آنلاین. دریافت‌شده در ۲۲-۱-۱۳۸۸. تاریخ وارد شده در |تاریخ بازدید= را بررسی کنید (کمک)
4. ↑  «فعالیت موسسه فرهنگی، هنری آهنگ آتیه و روزنامه خورشید متوقف شد». ایرنا. دریافت‌شده در ۲۲-۱-۱۳۸۸. تاریخ وارد شده در |تاریخ بازدید= را بررسی کنید (کمک)[پیوند مرده]
5. ↑  ««خورشید» برای صرفه‌جویی متوقف شد». مردمک. بایگانی‌شده از اصلی در ۴ آوریل ۲۰۰۹. دریافت‌شده در ۲۲-۱-۱۳۸۸. تاریخ وارد شده در |تاریخ بازدید= را بررسی کنید (کمک)
6. 1 2 3 4  «علی ذبیحی، مشاور رئیس جمهور در گفت و گو با «ایران» عنوان کرد: انحصار تکنولوژی هسته‌ای را شکستیم». روزنامه ایران. بایگانی‌شده از اصلی در ۶ ژوئن ۲۰۱۴. دریافت‌شده در ۲۲-۱-۱۳۸۸. تاریخ وارد شده در |تاریخ بازدید= را بررسی کنید (کمک)
7. 1 2  «علی ذبیحی مدیر عامل جدید سازمان تأمین اجتماعی شد». روزنامه قدس. دریافت‌شده در ۲۲-۱-۱۳۸۸. تاریخ وارد شده در |تاریخ بازدید= را بررسی کنید (کمک)[پیوند مرده]

| مناصب احزاب سیاسی    | مناصب احزاب سیاسی                                       | مناصب احزاب سیاسی    |
| -------------------- | ------------------------------------------------------- | -------------------- |
| عنوان جدید           | مسئول کمیته استان‌ها ستاد انتخاباتی محمود احمدی‌نژاد ۱۳۸۴ | پسین: علی‌اصغر زارعی  |
| مناصب سیاسی          |                                                         |                      |
| عنوان جدید           | مشاور رئیس‌جمهور در امور نیروی انسانی ۱۳۸۷–۱۳۸۴          | انحلال عنوان         |
| پیشین: حسینعلی ضیایی | مدیرعامل سازمان تأمین اجتماعی ۱۳۸۹–۱۳۸۷                 | پسین: رحمت‌الله حافظی |
| پیشین: حمید چیت‌چیان  | قائم‌مقام وزیر نیرو ۱۳۹۲–۱۳۸۹                            | پسین: ستار محمودی    |